# Хрещатицьке
Хрещатицьке (у 1937—2016 роках — Красноармійське) — село Новоазовської міської громади Кальміуського району Донецької області, Україна. Відстань до Новоазовська становить близько 18 км і проходить автошляхом місцевого значення. Число населення на даний момент невідоме.

## Загальні відомості
Хрещатицьке було підпорядковане Хрещатицькій сільській раді. Село розташоване за 34 км від залізничної станції Сартана. Населення — 1235 осіб. На північно-західній околиці села бере початок Балка Волошська.
У селі — середня школа, клуб, бібліотека. Функціонують лікарня, пологовий будинок, відкрито Профілакторій для тваринників, є аптека. На території Красноармійського розміщено ремонтну майстерню районного об'єднання «Сільгосптехніки», молокопункт.

## Символіка
Гербоутворюючими елементами стали 2 основні фактори: Балка Волошська та німецькі колоністи-лютерани. Балка Волошська бере свій початок в центрі села, нею ж протікає й однойменна річка, що знайшло своє символічне відображення срібною хвилястою стрічкою по центру та квіткою волошки. Троянда Лютера символізує лютеран. Сільське господарство села Хрещатицького представлене зерновими, технічними культурами, овочівництвом та садівництвом. Це відображене золотою соняшною короною.

## Історія
Село засноване у 1815 році. Тут у 1918 році махновці покарали бійців продзагону. На місці їх страти мешканці Хрещатицького встановили пам'ятник. У 1924 році створено партосередок. У 1925 році організовано ТСОЗ. На базі цього товариства у 1930 році створено колгосп «Зоря комунізму».
Решендорф/Reshendorf (Хрещатицький; також Решен-Хутір/Reschen-Chutor) до 1917 — лютеранське село області Війська Донського, Таганрозький округ Олександрівської волості; у радянські часи — Сталінська область, Тельманівський (Остгаймський) німецький/Старо-Каранський район. Євангелістські приходи Ґрюнау та Розенфельд. Мешканців: 81 (1873), 44 (1904).
7 (20) листопада 1917 року, відповідно до Третього Універсалу Української Центральної Ради, увійшло до складу Української Народної Республіки.  
Унаслідок російської військової агресії, із серпня 2014 р. Хрещатицьке перебуває на тимчасово окупованій території.

## Відомі люди
- Пічул Микола Миколайович (1994—2014) — солдат Збройних сил України, учасник російсько-української війни.
- Чукарін Віктор Іванович — гімнаст, чемпіон Олімпійських ігор.

## Населення
За даними перепису 2001 року населення села становило 1235 осіб, із них 80,16 % зазначили рідною мову українську, 19,51 % — російську, 0,16 % — вірменську та 0,08 % — грецьку мову.